# Hugo Wieslander
Karl Hugo Wieslander (né le 11 juin 1889 à Ljuder et décédé le 24 mai 1976 à Bromma) est un athlète suédois, spécialiste des épreuves combinées.
Il établit le premier record du monde du pentathlon à Göteborg en 1911 avec un total de 5 516 points. L'année suivante, chez lui à Stockholm, il termine deuxième des Jeux dans l'épreuve du décathlon, derrière Jim Thorpe, avec un retard de 688 points. L'année suivante, Jim Thorpe est disqualifié pour avoir participé à des matches de baseball professionnel. Wieslander est alors déclaré vainqueur mais refuse la médaille d'or qui lui est proposée. En 1982, Jim Thorpe est à nouveau déclaré vainqueur, de façon posthume, avec Wieslander comme covainqueur.
Le 15 juillet 2022, le Comité international olympique décide d'attribuer à Jim Thorpe seul les médailles d'or du pentathlon et du décathlon des Jeux olympiques de 1912.